# Mikoyan MiG-110

MiG-110

Mikoyan-Gurevich MiG-110 (tiếng Nga: МиГ-110) là một máy bay chở khách/hàng hóa, nó bắt đầu được phát triển vào năm 1995 nhưng chưa bao giờ bay. Nó có 2 động cơ tua bin phản lực cánh quạt, nó có thể chuyên chở 24 - 48 hành khách hoặc 3.5 tấn hàng. Nga và Áo đang hợp tác để sản xuất loại máy bay này, khi hoàn thành nó có giá thành rẻ hơn khoảng 30% - 50% so với các loại máy bay cùng tính năng. 

## Các phiên bản trong kế hoạch
- MiG-110N - phiên bản chở khách.
- MiG-110NP - phiên bản bán quân sự, có phạm vi hoạt động lớn, radar kiểm soát 360°, một máy scan bằng hồng ngoại và hệ thống FLIR.
- MiG-110M - phiên bản kết hợp chở khách và hàng hóa bay trong mọi thời tiết và có khả năng cất cánh hạ cánh trên đường băng ngắn (STOL).
- MiG-110A - phiên bản hợp tác và sản xuất tại Áo. Các bộ phận được sản xuất ở Nga, và việc hoàn thành máy bay thực hiện ở Áo

## Các nước sử dụng
- Nga
- Áo

## Đặc điểm kỹ thuật (MiG-110M, như trong thiết kế)

### Thông số kỹ thuật
- Phi đoàn: 2
- Sức chứa: 24 - 48 hành khách
- Hàng hóa: 5.500 kg (12.000 lb)
- Chiều dài: 18.9 m (62 ft 0 in)
- Sải cánh: 25.0 m (82 ft 0 in)
- Chiều cao: 5.4 m (18 ft)
- Diện tích cánh: m² (ft²)
- Trọng lượng rỗng: kg (lb)
- Trọng lượng cất cánh: kg (lb)
- Trọng lượng cất cánh tối đa: 18.000 kg (40.000 lb)
- Kích thước khoang chứa hàng hóa: 7.4 x 2.2 (max. 2.76) x 2.2 m
- Động cơ: 2× động cơ phản lực cánh quạt Pratt & Whitney Canada PW-127C, công suất 1.846 kW (2.475 hp) mỗi chiếc

### Hiệu suất bay
- Vận tốc cực đại: 500 km/h
- Phạm vi hoạt động: 3.710 km (2.000 nm, 2.310 mi)
- Trần bay: m (ft)
- Vận tốc lên cao: m/s (ft/min)
- Lực nâng của cánh: kg/m² (lb/ft²)
- Công suất/trọng lượng: W/kg (hp/lb)

## Danh sách máy bay thử nghiệm của Liên Xô- Nga
MiG-8 - MiG I-250 - MiG I-270 - MiG-110 - MiG AT - MiG dự án 1.44/1.42 - MiG dự án LFE - MiG-105